# Abu Saleh Mohammad Nasim
Tenente-general Abu Saleh Mohammad Nasim, Bir Bikrom, foi um ex-Chefe do Estado Maior do Exército de Bangladesh  que, em 1996, tentou um golpe militar ao governo interino que estava a se preparar para as eleições gerais. Após o fracasso do golpe de Estado em 1996, o general Nasim foi preso, colocado sob prisão domiciliar, e, posteriormente, demitido do serviço. Naquele ano, a Liga Awami seria eleita ao poder no governo; e reverteu a demissão de Nasim das forças armadas e mais tarde deu-lhe uma dispensa honrosa.